# Inspur
Inspur, pełna nazwa Inspur Group (chiń. 浪潮集团; pinyin Làngcháo Jítuán) – konglomerat technologiczny z siedzibą w Chinach, skupiający się na cloud computingu, big data, hostingu aplikacji, serwerach, pamięci masowej, sztucznej inteligencji i ERP. 18 kwietnia 2006 roku Inspur zmienił swoją angielską nazwę z Langchao na Inspur. Jest notowany na Giełdzie Papierów Wartościowych w Shenzhen, SZSE Component Index i Hong Kong Stock Exchange.

## Historia
W 2005 roku Microsoft zainwestował w firmę 20 milionów dolarów. Inspur ogłosił kilka umów z twórcą oprogramowania wirtualizacyjnego VMware w zakresie badań i rozwoju technologii cloud computing i produktów pokrewnych. W 2009 roku Inspur nabył obiekty badawczo-rozwojowe Qimonda AG z siedzibą w Xi’an za 30 milionów juanów chińskich (około 4 milionów dolarów). Ośrodek był odpowiedzialny za projektowanie i rozwój produktów DRAM firmy Qimonda.
W 2011 r., Shandong Inspur Software Co, Ltd., Inspur Electronic Information Co, Ltd. i Inspur (Shandong) Electronic Information Company, utworzyły spółkę joint venture zajmującą się przetwarzaniem w chmurze, przy czym każda z nich posiadała jedną trzecią udziałów.

### Sankcje amerykańskie
W czerwcu 2020 roku Departament Obrony Stanów Zjednoczonych opublikował listę chińskich firm działających w USA, które mają powiązania z Armią Ludowo-Wyzwoleńczą, która obejmowała Inspur. W listopadzie 2020 roku Donald Trump wydał rozporządzenie wykonawcze zakazujące jakiejkolwiek amerykańskiej firmie lub osobie fizycznej posiadania udziałów w firmach, które Departament Obrony Stanów Zjednoczonych wymienił jako mające powiązania z Armią Ludowo-Wyzwoleńczą.
W marcu 2023 roku Departament Handlu Stanów Zjednoczonych dodał Inspur do Entity List.